# Pielomastax varidentata
Pielomastax varidentata is een rechtvleugelig insect uit de familie Episactidae. De wetenschappelijke naam van deze soort is voor het eerst geldig gepubliceerd in 1994 door Niu.